# Bacia Beethoven
A Bacia Beethoven é uma cratera de impacto na latitude –20, longitude 124 do planeta Mercúrio com 643 km de diâmetro nomeada em homenagem a Ludwig van Beethoven. É a terceira maior cratera de Mercúrio e a décima primeira do Sistema Solar.